# Océanite à queue fourchue
Hydrobates furcatus
Espèce
Synonymes
- Oceanodroma furcata
- Procellaria furcata

Statut de conservation UICN

 LC  : Préoccupation mineure
Répartition géographique
L'Océanite à queue fourchue (Hydrobates furcatus, anciennement Oceanodroma furcata) est une espèce d'oiseaux de la famille des Hydrobatidae.

## Répartition et sous-espèces
D'après la classification de référence (version 14.1, 2024) de l'Union internationale des ornithologues :
- Hydrobates furcatus furcatus (Gmelin, JF, 1789) — Kouriles, îles du Commandeur et Aléoutiennes ;
- Hydrobates furcatus plumbeous (Peale, 1849) — îles côtières du sud de l'Alaska au nord de la Californie.